# Ричард Салернский
Ри́чард Салернский, также известный как Ричард де Принчипа́то (ок. 1060 — 29 ноября 1114 года) — итальянский дворянин норманнского происхождения, представитель младшей ветви семейства Отвилей, участник Первого Крестового похода. Регент Эдессы в 1104—1108.

## Биография
Ричард появился на свет около 1060 года. Его родителями были Гильом д’Отвиль, представитель младшей ветви знатного норманнского семейства, и Мария, дочь Гвидо, правителя Сорренто. Он приходился племянником Роберту Гвискару и в юности принимал участие в его военных походах.
После объявления Первого Крестового похода Ричард присоединился к армии своего двоюродного брата Боэмунда. Поскольку де Принчипато знал арабский язык и мог вести с мусульманами дипломатические переговоры, его участие в походе представлялось полезным. Возможно, что Ричард был тем самым крестоносцем, чей корабль оказался захвачен византийцами, принявшими норманнский флот за пиратский, о котором упоминала Анна Комнина; так или иначе, он прибыл в Константинополь вместе с остальными воинами Боэмунда. Известно, что он отказался приносить вассальную присягу византийскому императору и вместе с Танкредом переправился в Малую Азию тайно, под покровом ночи.
Ричард принимал участие в сражении при Дорилее и в осаде Антиохии. Вероятно, после создания Антиохийского княжества он остался при Боэмунде, сделавшись одним из его военачальников; во всяком случае, несомненно, что он участвовал в неудачном походе на Мелитену. Крестоносцы попали в засаду, устроенную Гази ибн Данишмендом, и потерпели поражение, а Боэмунд и Ричард были взяты в плен. Закованных в цепи норманнов доставили в Неокесарию. В обсуждение их выкупа вмешался Алексей Комнин, надеявшийся получить контроль над своими заклятыми врагами; по его требованию Данишменд отправил Ричарда в Константинополь, где тот находился в качестве заложника вплоть до 1103 года.
После освобождения из плена де Принчипато вернулся в Антиохию. В 1104 году Танкред, управлявший княжеством в отсутствие Боэмунда, сделал его регентом Эдессы. Получив власть, Ричард немедленно начал чинить произвол, увеличив налоги и устроив жестокие репрессии против богатых горожан. Это, естественно, настроило жителей графства против него, и в 1108 году он был вынужден уступить Эдессу Балдуину II Иерусалимскому.
Ричард совершил путешествие в Европу, чтобы провести переговоры с королём Франции относительно брака между его дочерью Констанцией и Боэмундом; эта дипломатическая миссия завершилась успешно. Затем он присоединился к войску, которое князь Антиохии повёл в поход против Византии, и принял участие в осаде Диррахия. Ход кампании вскоре сделался неудачным для норманнов, и Ричард, вероятно, переметнулся на сторону Алексея Комнина вместе с несколькими другими европейскими дворянами (сообщения хронистов о подлинном ходе событий достаточно двусмысленны, однако не подлежит сомнению, что мирный договор между императором и Боэмундом Ричард подписывал со стороны византийцев).
Впоследствии де Принчипато вернулся на Восток и некоторое время управлял крепостью Мараш от имени регента Антиохии, которым в то время был его сын Рожер. Ричард погиб во время землетрясения 29 ноября 1114 года.

## Брак и дети
Был женат на Альтруде, дочери Эммы д’Отвиль и Одо Доброго, от которой имел двух детей:
- Рожер Салернский (? — 1119), сын и наследник Ричарда, впоследствии управлял Антиохией как регент;
- дочь Мария в 1122 году стала второй женой Жослена Эдесского.